# Classics in the Key of G
Classics in the Key of G è il nono album in studio del sassofonista statunitense Kenny G, pubblicato il 28 giugno 1999. Si tratta del suo primo album di cover. 

## Tracce
1. Summertime (feat. George Benson) – 6:46 (George Gershwin, Ira Gershwin)
2. The Look of Love – 5:32 (Burt Bacharach, Hal David)
3. What a Wonderful World (feat. Louis Armstrong) – 3:03 (George David Weiss, Robert Thiele)
4. Desafinado – 5:52 (Antônio Carlos Jobim, Newton Mendonça)
5. In a Sentimental Mood – 4:56 (Duke Ellington, Manny Kurtz, Irving Mills)
6. The Girl from Ipanema (voce di Bebel Gilberto) – 4:17 (Antonio Carlos Jobim, Norman Gimbel, Vinícius de Moraes)
7. Stranger on the Shore – 3:09 (Acker Bilk, Robert Mellin)
8. Body and Soul – 7:20 (Edward Heyman, Frank Eyton, Johnny Green, Robert Sour)
9. 'Round Midnight – 6:26 (Bernie Hanighen, Cootie Williams, Thelonious Monk)
10. Over the Rainbow/ The Girl from Ipanema (Instrumental) – 7:49 (E.Y. "Yip" Harburg, Harold Arlen, Antonio Carlos Jobim, Norman Gimbel, Vinícius de Moraes)

## Classifiche
| Classifica (1999) | Posizione massima |
| ----------------- | ----------------- |
| Australia         | 34                |
| Norvegia          | 26                |
| Nuova Zelanda     | 6                 |
| Stati Uniti       | 17                |